# Fem barbarer
Fem barbarer (五胡; Wǔhú) är en historisk kinesisk benämning på fem icke-Hankinesiska folkgrupper som på slutet av 200-talet immigrerade till Kinas kärnområde och blev en betydande maktfaktor. De fem barbarerna var Jie, Xiongnu, Xianbei, Di och Qiang. Under tiden för De sexton kungadömena (år 304–439) grundade de fem folkgrupperna 16 stater.